# Sankt Georgen am Walde
Sankt Georgen am Walde là một đô thị thuộc huyện Perg thuộc bang Oberösterreich, Áo. Đô thị Sankt Georgen am Walde có diện tích 53,5 km², dân số thời điểm năm 2006 là 2148 người.